# Balsana punctatissima
Balsana punctatissima is een halfvleugelig insect uit de familie Aphrophoridae. De wetenschappelijke naam van deze soort is voor het eerst geldig gepubliceerd in 1862 door Stål.